# 弗朗索瓦·魁奈

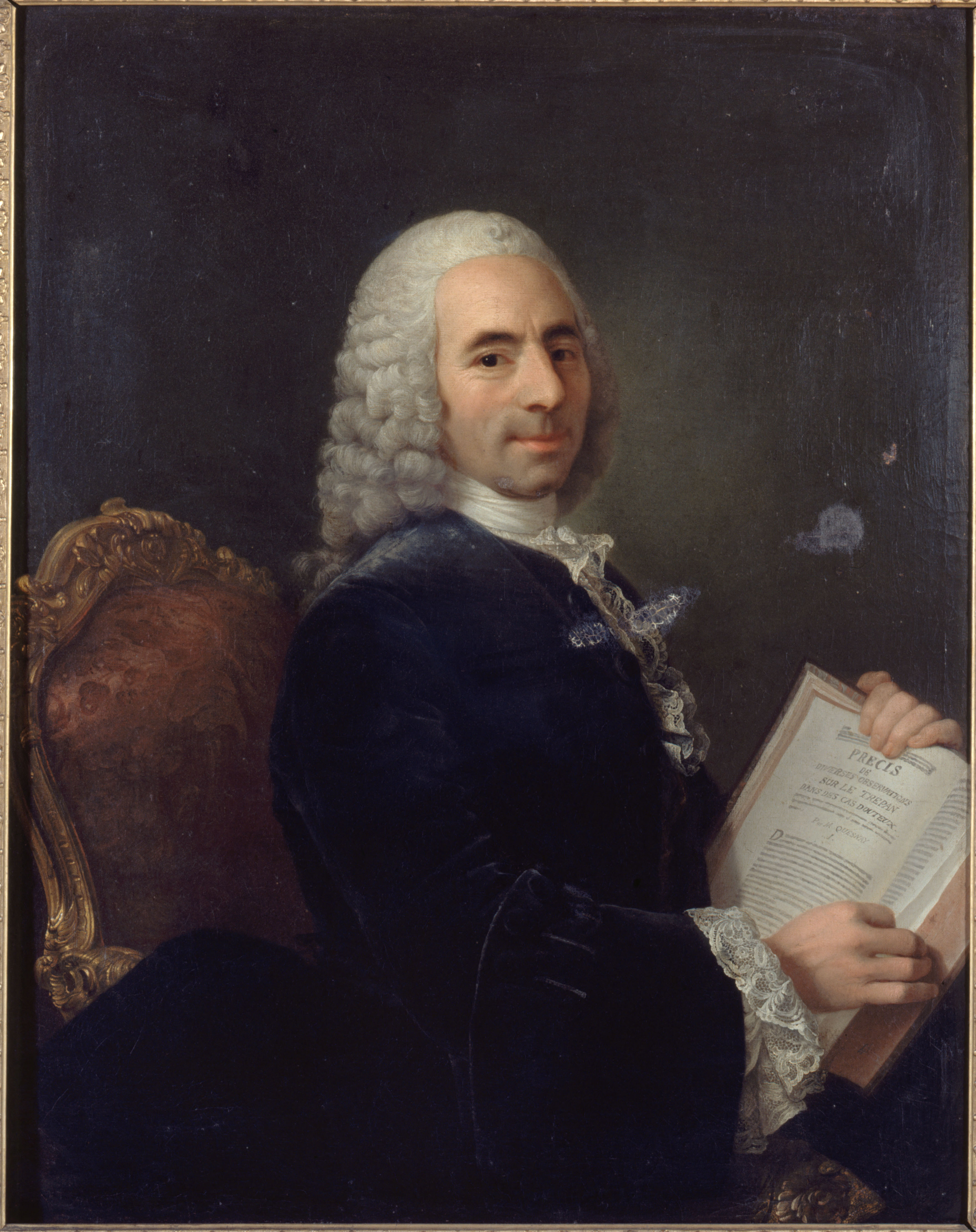
弗朗索瓦·魁奈

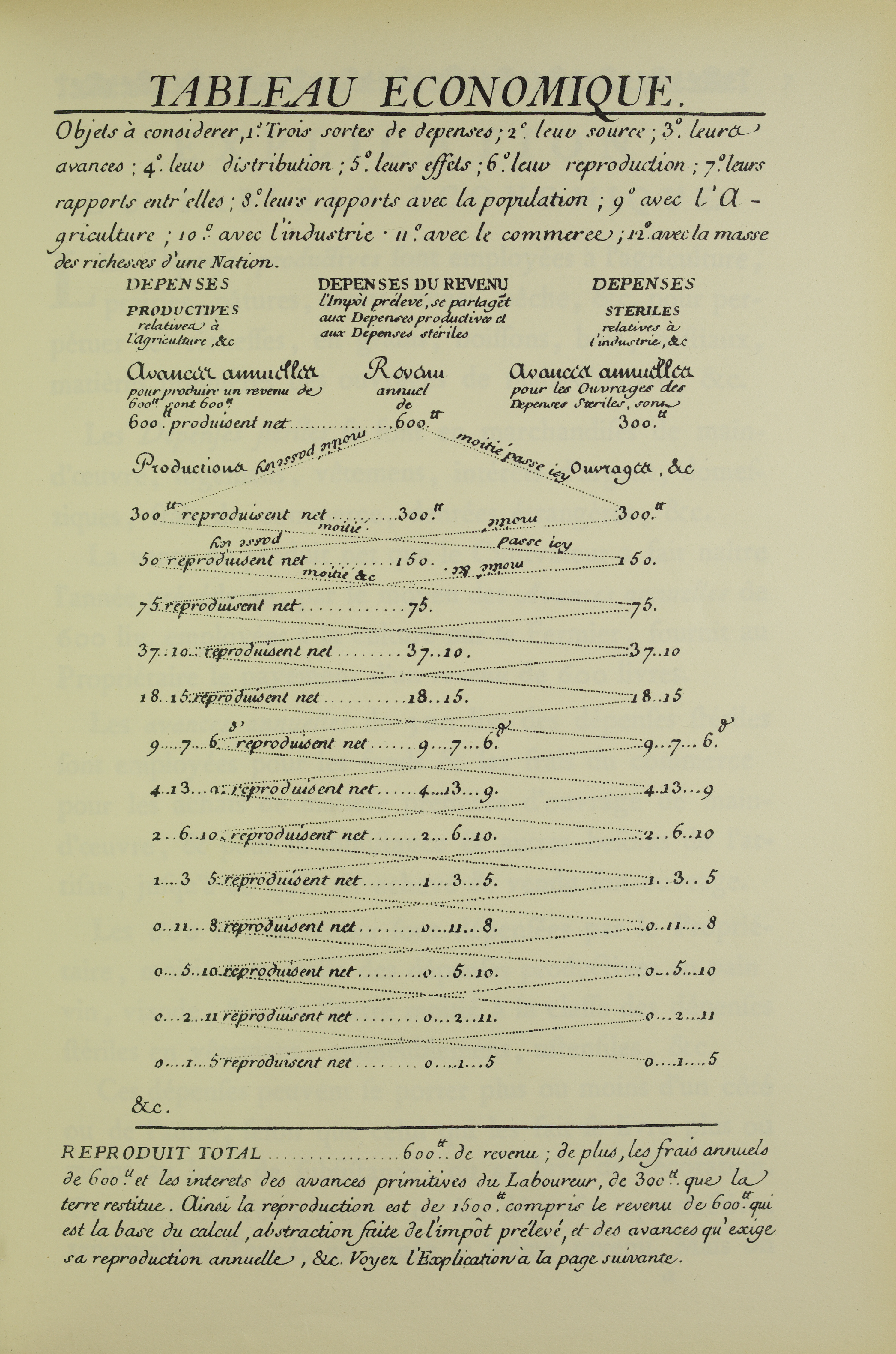
Tableau economique, 1965

弗朗索瓦·魁奈（法語：François Quesnay，1694年6月4日—1774年12月16日），法國經濟學家，重农主义的領袖、政治經濟學體系的先驅。被称为“欧洲的孔夫子”。

## 生平
魁奈早年以行医为生，后在任路易十五宮廷御醫時开始研究經濟學。
1758年魁奈写出著名的《經濟表》，他用圖表來說明社會各經濟階級和部門的相互關係，以及在它們之間支付的流通，並提出了經濟平衡的假說。
他提倡自由放任經濟政策（该思想——甚或名字——很可能来自中国无为哲学的启发）。
魁奈对中国的經濟有所研究，曾著有《中华帝国的专制制度》。
魁奈更提出“纯产品学说”，他认为物质才是财富，唯有农业才能使财富增加，而工业只能改变财富的形态，不能增加财富的数量，服务业更不能增加财富的数量。並進一步提出“土地单一税理论”，也就是說既然农业创造出纯产品，所以他主张只对土地的收入征缴税收。
後來的李克洲认为，魁奈的经济思想，来源于他所处的时代。为此，李克洲對魁奈提出“纯产品学说”的解釋為：「魁奈时代的法国，农业中已经产生资本主义生产关系，而在工业中，资本主义生产关系还没有发展起来，还是由小业主性质的生产经营占据主导地位。」
可見因為魁奈所處的农业社會環境，當時的確存在“纯产品”（利润）這種現象，但是在工业社會中，這種觀念就不存在了。
因此马克思在《剩余价值理论》中指出：“在重农学派本身得出的结论中，对土地所有权的表面上的推崇，也就变成了对土地所有权的经济上的否定和对资本主义生产的肯定”。
因此，在农业中，存在“纯产品”（利润），而在工业中，就不存在“纯产品”（利润）。但魁奈由于没有所有权决定价值的思想，因此他错误地认为，“纯产品”来自自然的恩惠。
雖然時空背景如此，但是他很得亞當斯密的尊重。
亞當斯密曾在1764年至1766年間和他的弟子一同遊覽歐洲，大多是在法國，在那裡斯密也認識了許多知識份子的精英。
魁奈身為重農主義學派的領導人，斯密極為尊重他的理論。但是亞當斯密在1776年出版《國富論》一書，就否定了重農主義學派對於土地的重視，相反的，斯密認為勞動才是最重要的，而勞動分工將能大量的提升生產效率。